# Jasper Morrison
Jasper Morrison (* 11. November 1959 in London) ist ein englischer Produkt- und Möbeldesigner.

## Biografie
Jasper Morrison wurde 1959 in London geboren und wuchs in New York auf. 1982 machte er sein Bachelor of Design an der Kingston Polytechnic Design School in London. Den Masterabschluss machte er 1985 am Royal College of Art in London. Außerdem studierte er an der Hochschule für Bildende Künste in Berlin. 
1986 gründete Morrison sein Designstudio Jasper Morrison Ltd, mit welchem er unter anderem für Alessi, Alias Design Group, Cappellini, FLOS, Franz Schneider Brakel (FSB), MAGIS, Rosenthal, Rowenta, Vitra arbeitete. Er ist außerdem verantwortlich für das Design der Hannoverschen Stadtbahnen und entwarf für das Vitra Design Museum in Weil am Rhein eigens die Bushaltestellen, die nun Teil der Architekturausstellung geworden sind.

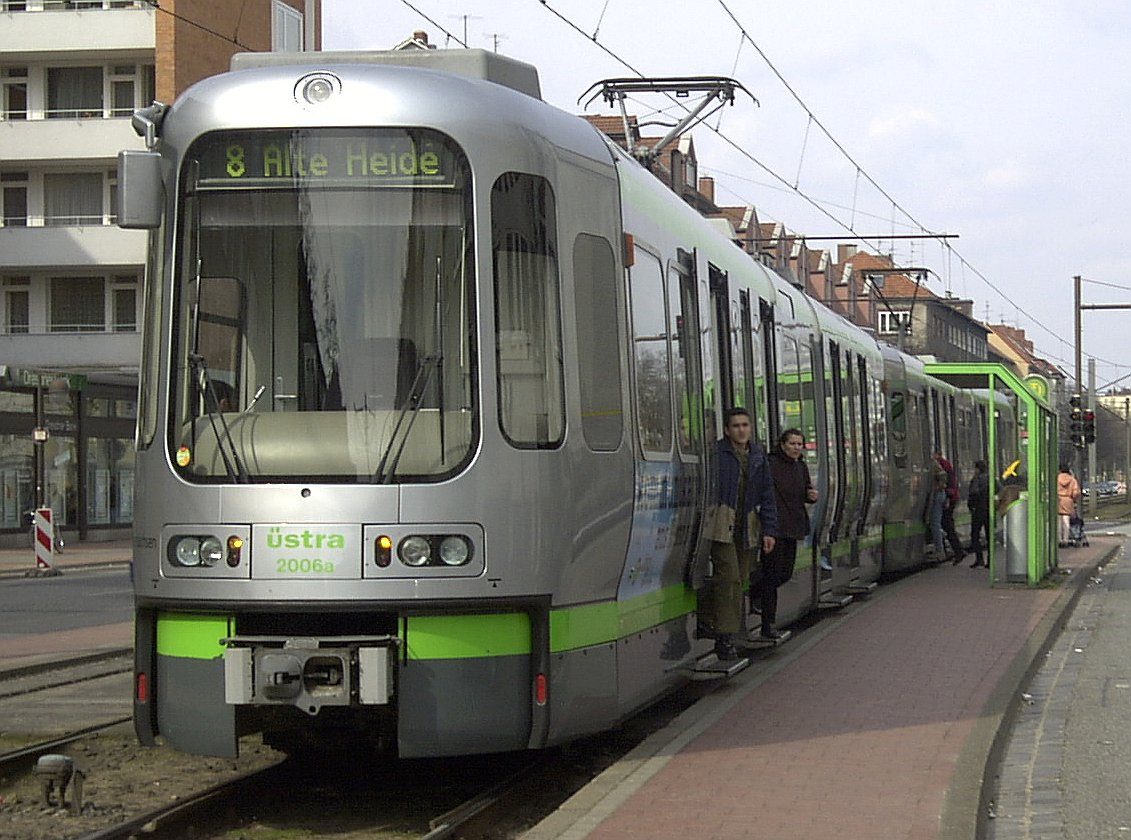
Stadtbahn in Hannover

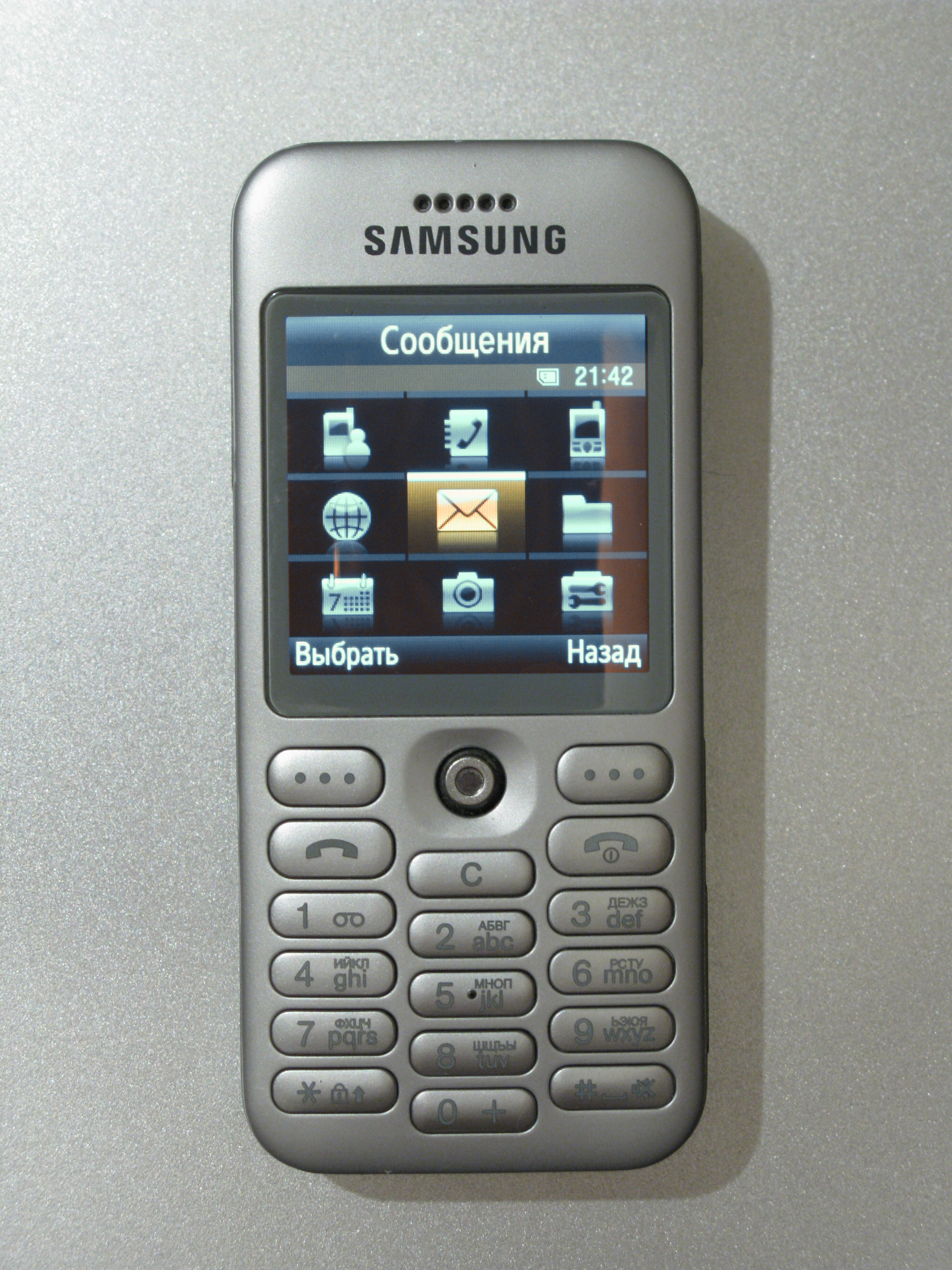
Samsung SGH-E590

Morrisons Design ist geprägt durch eine reduzierte und zugleich elegante Gestaltgebung. Gemeinsam mit dem japanischen Designer Naoto Fukasawa hat er eine Ausstellung konzipiert und ein Buch verfasst, in denen er sich mit dem „Super-Normalen“ beschäftigt, einer Form des Designs von Alltagsgegenständen, das sich durch subtile Verbesserungen klassischer Typen auszeichnet, bei dem der Designer nicht jedoch unbedingt erkennbar ist. Auf dem Gelände seines Londoner Studios setzt Morrison dieses Konzept fort, wenn er in einem diskreten Verkaufsraum eigene Designs und gleichsam namenlose Objekte aus aller Welt nebeneinander stellt, also bewusst auf das Herausstellen seiner eigenen Entwürfe verzichtet. „Die Qualität von Design solle sich weniger durch ihre Form als vielmehr durch den Gebrauch vermitteln.“ Morrison steht in der Tradition der Designauffassung von Dieter Rams oder Max Bill. 
Morrison wurde mit zahlreichen renommierten Designpreisen, u. a. dem red dot design award, dem iF Design Award, dem Design Plus Award und dem Designpreis der Bundesrepublik Deutschland ausgezeichnet. Die erste umfassende Retrospektive seines Werkes fand 2017 im Grassimuseum Leipzig statt.

## Publikationen
- A Book of Things. Lars Müller Publishers, Zürich 2015, ISBN 978-3-03778-463-1.
- The Good Life. Zürich 2014, ISBN 978-3-03778-423-5.
- The Hard Life. Zürich 2017, ISBN 978-3-03778-514-0.
- mit Naoto Fukasawa (Hg.): Super Normal - Sensations Of The Ordinary. Lars Müller Publishers, Baden 2006, ISBN 978-3-03778-106-7.
- A World Without Words. Lars Müller Publishers, Baden 2010, ISBN 978-3-03778-207-1.
- Everything But The Walls. Lars Müller Publishers, Baden 2006, ISBN 978-3-03778-064-0.
- mit Michael Horsham: International Design Yearbook. Abbeville 1999, ISBN 978-0-78920-511-7.